# FCSB
FCSB är en fotbollsklubb från Bukarest i Rumänien. Klubben grundades 1947 som ASA București (Asociația Sportivă a Armatei - svenska: Arméns sportförening) och har haft ett flertal olika namn fram till 1961 då klubben antog nuvarande namnet FCSB (svenska: Stjärnan).
Steaua București var det första östeuropeiska lag att ta hem Europas största klubblagsturnering Europacupen, numera Uefa Champions League. Laget fortsatte att ha framgångar i Europa samt att dominera den inhemska fotbollen och knyta till sig nästan alla rumänska toppspelare.

## Meriter
- Europacupen: 1985/1986
- Uefa Super Cup: 1986

## Kända spelare
- Adrian Ilie
- Anghel Iordănescu
- Banel Nicolita
- Dan Petrescu
- Gheorghe Hagi
- Helmuth Duckadam
- Ilie Dumitrescu
- László Bölöni
- Miodrag Belodedici
- Raul Rusescu
- Tudorel Stoica
- Victor Piturca
- Marius Lăcătuș